# Cmentarz żydowski w Dębicy
Cmentarz żydowski w Dębicy – został założony na przełomie XVII i XVIII wieku. Ma powierzchnię 1,15 ha. Przed wojną był ogrodzony ceglanym murem. W czasie II wojny światowej Niemcy zdewastowali cmentarz wykorzystując nagrobki do utwardzania ulic. Po wojnie udało się odzyskać około trzystu pięćdziesięciu macew, w tym wiele uszkodzonych. Z około pięćdziesięciu z nich utworzono lapidarium. W 1985 cmentarz ogrodzono metalowym płotem z furtą, organizując na jego części boisko i plac zabaw dla dzieci. W 1996 cmentarz został odnowiony staraniem Fundacji Rodziny Nissenbaumów. Na cmentarzu znajdują się trzy powojenne tablice nagrobne.

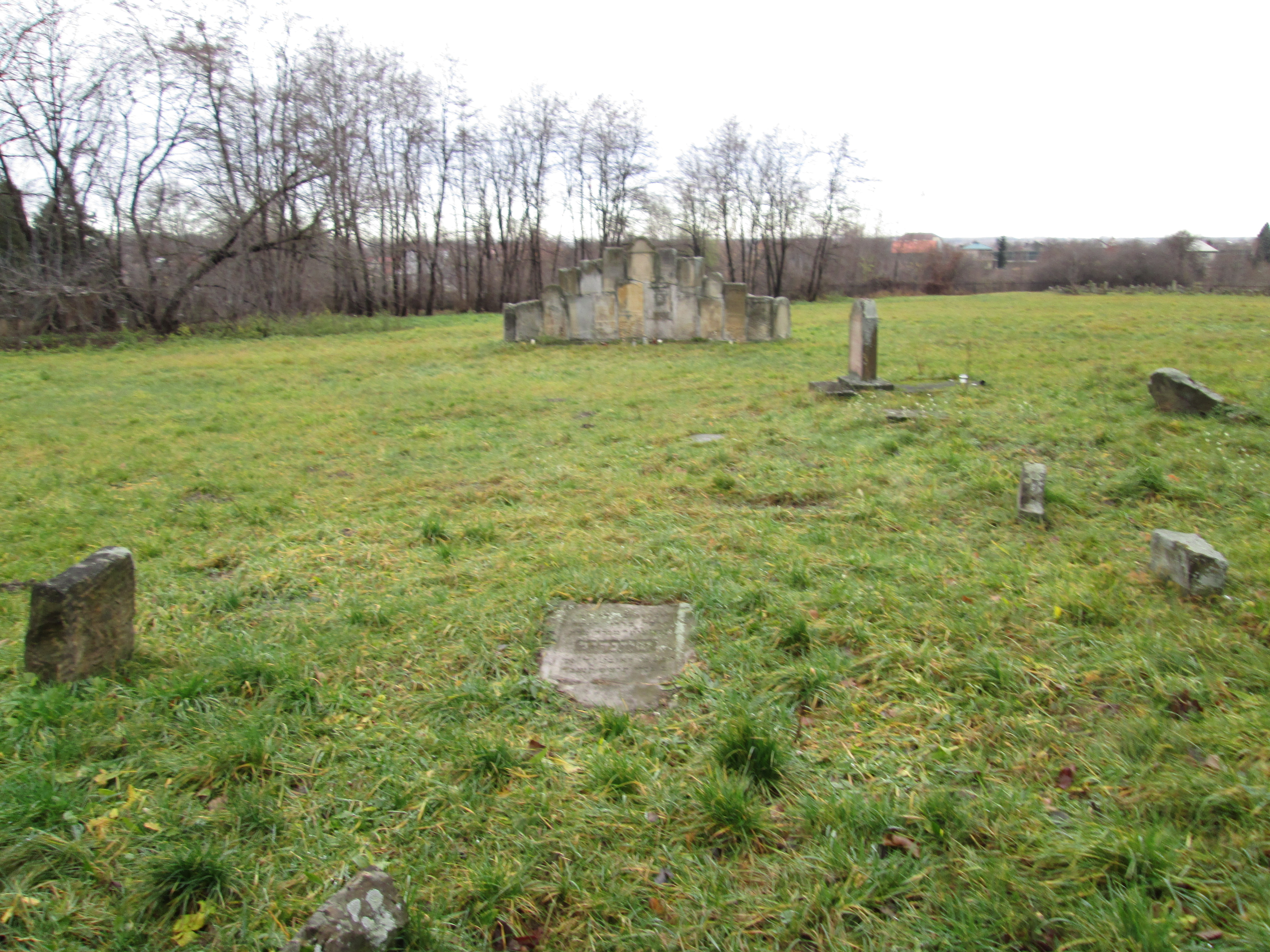
Tablice nagrobne

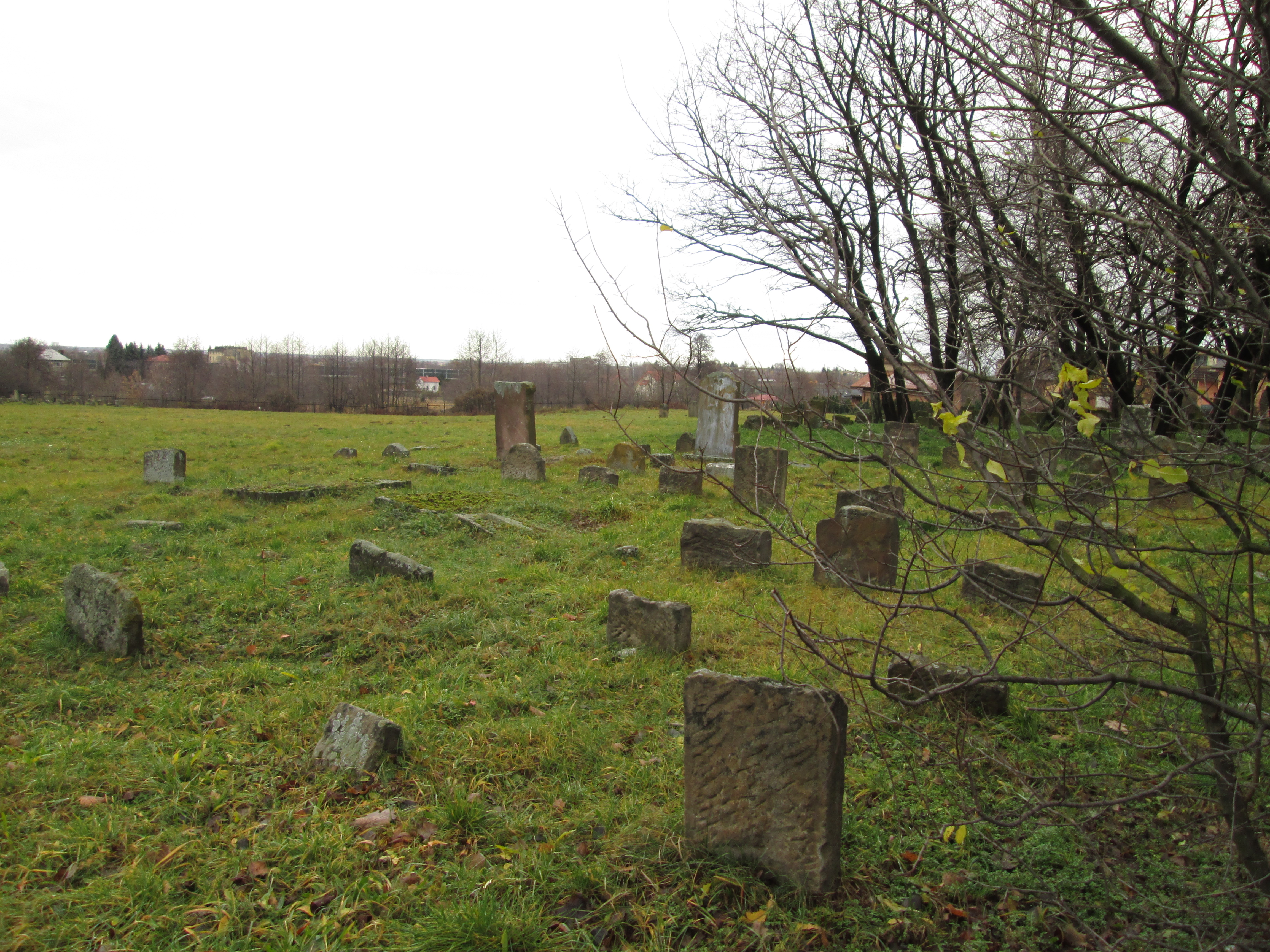
Nagrobki